# Österreichischer Fußball-Cup 1980/81
Der ÖFB-Cup wurde in der Saison 1980/81 zum 47. Mal ausgespielt. Erstmals konnte mit dem Grazer AK ein Verein aus der
Steiermark den Pokal gewinnen. Der Finalgegner Austria Salzburg verlor zum zweiten Mal in Folge die Finalrunde.

## Ausscheidungsspiele

### Achtelfinale
|                     | Ergebnis  |                        |
| ------------------- | --------- | ---------------------- |
| FC Admira/Wacker    | 3:1 (1:0) | SC Amateure St. Veit   |
| Grazer AK           | 2:1 (1:1) | FK Austria Wien        |
| LASK Linz           | 8:1 (4:0) | Admira Dornbirn        |
| SK Rapid Wien       | 2:0 n. V. | SK VOEST Linz          |
| SC Eisenstadt       | 0:2 (0:1) | Wiener Sport-Club/Post |
| SSW Innsbruck       | 5:0 (2:0) | Villacher SV           |
| SV Austria Salzburg | 2:0 (1:0) | SK Vorwärts Steyr      |
| Vienna              | 0:3 (0:2) | Sturm Graz             |

### Viertelfinale
|                     | Ergebnis                         |                        |
| ------------------- | -------------------------------- | ---------------------- |
| SSW Innsbruck       | 3:2 (1:1)                        | FC Admira/Wacker       |
| SV Austria Salzburg | 2:1 (0:1)                        | LASK Linz              |
| Sturm Graz          | 1:1 n. V. (1:1, 0:1) (3:4 i. E.) | Wiener Sport-Club/Post |
| GAK                 | 1:0 (1:0)                        | SK Rapid Wien          |

### Semifinale
|                        | Ergebnis                         |                     |
| ---------------------- | -------------------------------- | ------------------- |
| GAK                    | 2:1 (1:0)                        | SSW Innsbruck       |
| Wiener Sport-Club/Post | 3:3 n. V. (3:3, 3:1) (5:6 i. E.) | SV Austria Salzburg |

## Finale
Im 46. österreichischen Cupfinale standen einander erstmals der Grazer Athletik-Sport Klub und der SV Austria Salzburg gegenüber. Das
Hinspiel in Salzburg-Lehen konnte die Heimmannschaft knapp mit 1:0 durch ein Schildt-Tor gewinnen. Im zwei Wochen später stattfindenden Rückspiel im Stadion Liebenau ging der GAK bereits in der zweiten Spielminute durch einen Foulelfmeter von Stering 1:0 in Führung. In der regulären Spielzeit kam es zu keinem weiteren Treffer, das Spiel ging in die Verlängerung. Da war der GAK bereits seit der 63. Minute nur mehr zu zehnt, Moder wurde mit Rot des Feldes verwiesen. Auch Salzburg-Trainer Starek wurde auf die Tribüne verbannt. In der Nachspielzeit gelang Alfred Riedl der entscheidende zweite Treffer für die Grazer.

### Hinspiel
| Paarung             | SV Austria Salzburg – GAK |
| Ergebnis            | 1:0 (1:0) |
| Datum               | 20. Mai 1981 |
| Stadion             | Stadion Lehen, Salzburg |
| Zuschauer           | 5.500 |
| Schiedsrichter      | Franz Latzin |
| Tore                | 1:0 Hans-Gerd Schildt (6.) |
| SV Austria Salzburg | Herbert Rettensteiner – Leopold Lainer, Gerhard Roos, Hannes Winklbauer, Günter Kronsteiner – Franz Bacher, Gerhard Breitenberger, Alfred Lettner (62. Ewald Gröss) – Gerhard Perlak, Hermann Stadler, Hans-Gerd Schildt (52. Jaroslav Pollák) Cheftrainer: August Starek |
| GAK                 | Savo Ekmečić – Mario Mohapp, Erwin Hohenwarter, Erich Marko, Paul Bajlitz (68. Mario Zuenelli) – Josef Stering, Ernst Gössl, Ewald Ratschnig, Johann Pigel, – Harald Gamauf, Leo Weiss (59. Richard Burger) Cheftrainer: Václav Halama                                    |

### Rückspiel
| Paarung             | GAK – SV Austria Salzburg |
| Ergebnis            | 2:0 n. V. (1:0, 1:0) |
| Datum               | 2. Juni 1981 |
| Stadion             | Bundesstadion Graz-Liebenau, Graz |
| Zuschauer           | 7.000 |
| Schiedsrichter      | Erich Linemayr |
| Tore                | 1:0 Josef Stering (2.) 2:0 Alfred Riedl (106.) |
| GAK                 | Savo Ekmečić – Harald Gamauf, Erwin Hohenwarter, Erich Marko, Paul Bajlitz (91. Ewald Ratschnig) – Josef Stering, Ernst Gössl, Mario Zuenelli, Josef Moder – Johann Pigel (81. Leo Weiss), Alfred Riedl Cheftrainer: Václav Halama                        |
| SV Austria Salzburg | Herbert Rettensteiner – Leopold Lainer (91. Ewald Gröss), Hannes Winklbauer, Gerhard Roos, Franz Bacher, Hans-Gerd Schildt, Gerhard Breitenberger, Franz Xaver Meusburger (46. Klaus Schulze), Hermann Stadler, Gerhard Perlak Cheftrainer: August Starek |